# 土橋守重
土橋守重（つちばし もりしげ，？—1582年2月15日），又諱胤繼，號平次、若太夫。日本戰國時代武將及根來眾成員，土橋重隆之子，土橋重治之兄（一說為父親），先前同雜賀眾和本願寺家抵抗織田信長攻擊，在天正5年（1577年）同雜賀眾一同降服織田信長。
之後守重還是堅持敵對信長，和貫徹順從信長的雜賀眾鈴木重秀意見不合，發生衝突，直至天正10年1月23日（1582年2月15日）被重秀暗殺，根來眾不久被織田信張攻克。